# Кернер (Німеччина)
Кернер (нім. Körner) — громада в Німеччині, розташована в землі Тюрингія. Входить до складу району Унструт-Гайніх. Складова частина об'єднання громад Шлотгайм.
Площа — 30,64 км2. Населення становить 1621 ос. (станом на 31 грудня 2021).